# Colete encarnado
O Colete Encarnado é a maior festa de Vila Franca de Xira e uma das maiores festas regionais do Ribatejo. Realizou-se pela primeira vez em 1932 e o seu mentor foi o grande agrário José Van-Zeller Pereira Palha, figura preponderante de Vila Franca tendo sido seu presidente de Câmara. O Colete Encarnado realiza-se sempre no primeiro fim-de-semana de Julho e tem como primordial figura o Campino, figura ímpar da lezíria ribatejana, que anualmente é homenageado com a entrega, pelo Presidente da Câmara, do Pampilho de Honra a um campino escolhido entre os seus pares.
É uma festa que dura três dias, composta por largadas de toiros em algumas ruas da cidade (Rua Joaquim Pedro Monteiro, Rua Serpa Pinto, Rua 1º de Dezembro, Largo 5 de Outubro e Praça de Toiros Palha Blanco), por festas nas Tertúlias, por concertos em diversos pontos da cidade (Av Pedro Victor, Largo da Misericórdia, Mercado Municipal, Mártir Santo, etc) que promovem um são convívio entre os seus habitantes e os milhares de veraneantes que visitam Vila Franca por esta altura. Tipicamente o programa inclui também uma Missa Rociera (6ª feira), um concerto pela Banda do Ateneu Artístico Vilafranquense (Sábado), Concentração de barcos tradicionais, entrega do Pampilho de Honra, desfile de campinos, charretes e carros alegóricos das Tertúlias e associações Realizam-se também na Praça de Toiros Palha Blanco duas Corridas de Toiros e uma Garraiada da Sardinha Assada (2:00 da madrugada de Domingo).
A festa termina no domingo com concertos e fados, tendo por epílogo às 0:00 de segunda com um fogo de artificio, com acompanhamento musical. Este espectáculo ocorre junto à marina de Vila Franca de Xira, de onde se vislumbra uma fantástica vista sobre o rio Tejo e ponte Marechal Carmona que une Vila Franca de Xira à margem sul do rio.